# I nuovi vicini
I nuovi vicini (The Ones Below) è un film del 2015 diretto da David Farr.
È stato presentato alla 66ª edizione del Festival internazionale del cinema di Berlino ed è uscito nel Regno Unito l'11 marzo del 2016. Il film è l'opera prima del regista Farr e vede come protagonisti Clémence Poésy, David Morrissey, Stephen Campbell Moore e Laura Birn.

## Trama
Kate e Justin, da dieci anni insieme, aspettano il loro primo figlio. 
L'appartamento sotto al loro, da tempo sfitto, viene occupato da una coppia, anche questa in attesa del loro primo figlio. Invitati a cena i nuovi vicini, Jon e Theresa svelano che attendevano da sette anni questa gravidanza, e lei non nasconde una punta di invidia verso Kate che è rimasta incinta non appena ha voluto. Theresa, che di nascosto dal marito ha bevuto molto vino, ad un certo punto dice di non sentirsi bene e di volersene andare. Accompagnata alla porta da Kate, nell'ingressino buio a causa di una lampadina fulminata che Justin non ha fatto in tempo a sostituire, inciampa nel gatto e rovina per le scale perdendo il bambino a causa del trauma.
Mortificati per l'accaduto, Justin e Kate si recano dai vicini per consolarli ma vengono assaliti in quanto ritenuti responsabili dell'accaduto. Theresa non ammette di aver bevuto quella sera e accecata dall'odio dice a Kate che non merita di essere incinta.
I vicini partono e intanto Kate porta avanti la sua gravidanza fino alla nascita di Billy. Tornata a casa con il nuovo nato, Kate nota dispiaciuta che sono tornati anche i vicini. Jon e Theresa si fanno presto vivi e, giustificandosi col trauma sofferto, si dicono pentiti delle offese recate e pronti a ricucire il rapporto di amicizia interrotto. Così, nonostante l'iniziale diffidenza, non solo le coppie riprendono a frequentarsi, ma pian piano Theresa ottiene talmente fiducia da prendere regolarmente a fare la baby-sitter di Billy.
Alcuni strani episodi però fanno nascere dei sospetti in Kate. Dapprima lascia il bimbo a Theresa fingendo di uscire, per poi di nascosto ritornare nel suo appartamento per spiarla. Scopre così che la vicina tratta Billy come fosse suo figlio scattandogli parecchie foto. Poi, con un sotterfugio, riesce ad introdursi nell'appartamento della coppia dove nella stanza allestita a cameretta del figlio perduto, nota una foto appesa al muro che ritrae Billy in braccio a Jon e Theresa, quasi fossero una vera famiglia. Stanca della situazione creata, Kate decide di denunciare la cosa al marito convincendolo ad ispezionare la stanza dei vicini. Con una scusa, riescono a farsi accompagnare nella stanza ma, con sommo stupore, Kate scopre che la foto ritrae solo la moglie e il marito in una barca. Justin, scusandosi prima per la figuraccia rimediata dalla moglie, una volta a casa rimprovera Kate di essere sotto stress.
Ma Kate non è convinta e perde la serenità, implorando al marito di trasferirsi. Trovata una nuova casa, il giorno del trasloco Justin ha un improvviso impedimento e, nonostante le richieste della moglie di rimanere, alla fine lascia Kate sola in casa con i vicini, che ormai teme, sotto di lei. Poco dopo Justin riceve un'email nel PC del suo ufficio, dove Kate gli chiede perdono. Spaventato, si precipita a casa e trova la moglie annegata nella vasca da bagno; impazzito per l'assenza del figlio corre verso un canale dove la moglie era solita passeggiarvi insieme e, trovato il passeggino vuoto, intuisce che la moglie deve aver ucciso il bimbo prima di suicidarsi.
Questo è quello che penseranno tutti. Nel finale però si scoprirà la drammatica verità: Kate è stata avvelenata dai vicini, i quali, una volta introdotti nell'appartamento, hanno poi mandato l'email a suo nome, inscenato il suicidio della stessa e, con un travestimento, simulato anche l'omicidio del piccolo da parte della mamma. Nelle ultime scene si vede Justin che lascia la casa e la città, mentre Jon e Theresa se ne vanno via lontani soddisfatti con Billy, che per loro è sempre stato Peter.